# Rhodostrophia rectilinearia
Rhodostrophia rectilinearia là một loài bướm đêm trong họ Geometridae.